# Betumonga (Pagai Utara)
Betumonga is een bestuurslaag in het regentschap Kepulauan Mentawai van de provincie West-Sumatra, Indonesië. Betumonga telt 1187 inwoners (volkstelling 2010).